# クランブラシル伯爵

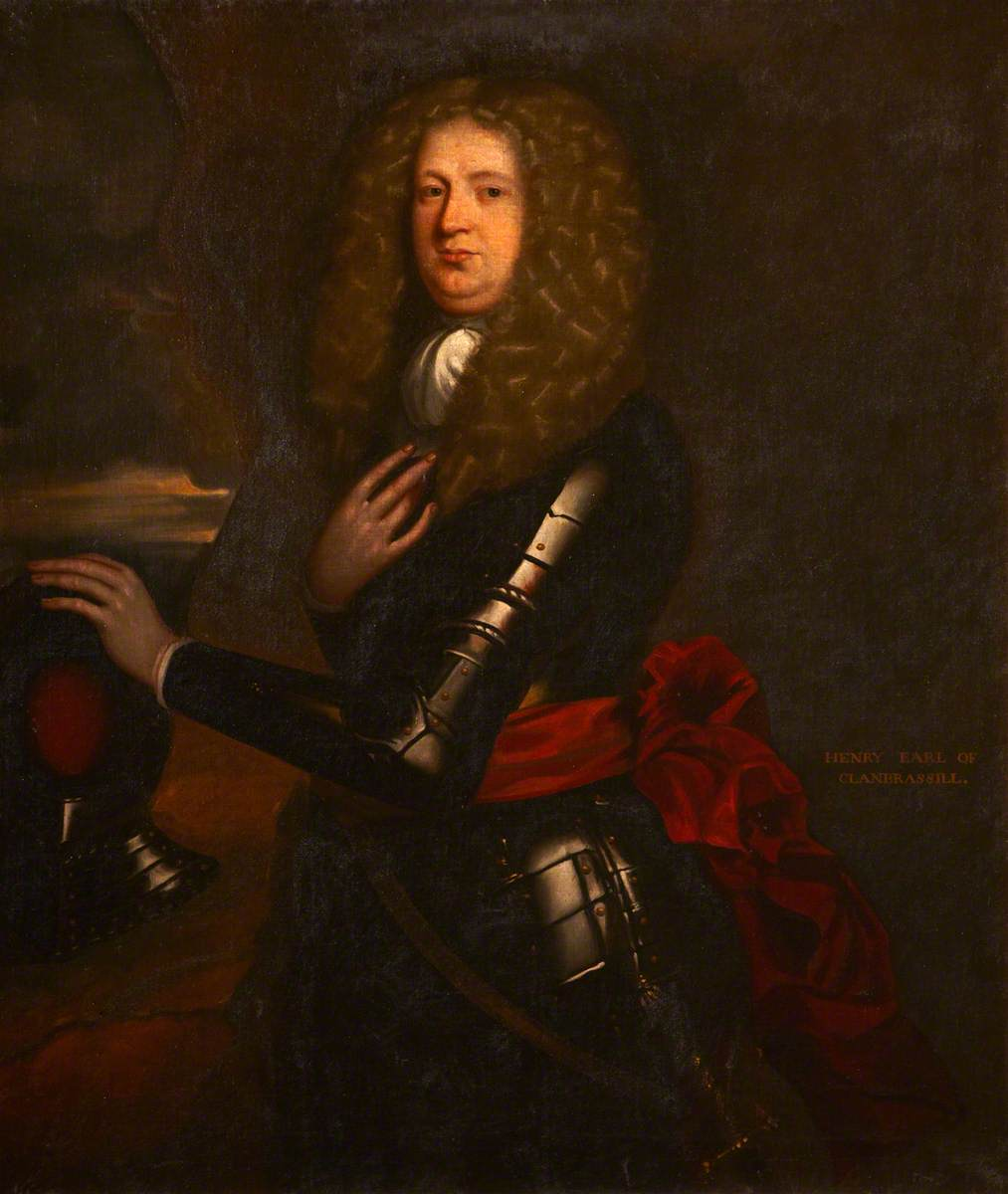
初代クランブラシル伯爵ヘンリー・ハミルトンの肖像画。 ヤコブ・ユイマンス作

クランブラシル伯爵(英:Earl of Clanbrassil)はかつて存在したイギリスの伯爵位。有史以来2度創設され、いずれもアイルランド貴族爵位としてハミルトン家に対する叙爵であった。 

## 歴史

### 第1期
ジェイムズ・ハミルトン(?-1644)はスコットランド出身の封建領主であったが、17世紀に入るとアイルランド島アルスター地方に入植して定住した。彼は1613年にダウン県選出のアイルランド庶民院議員を務めたのち、1622年5月4日にアイルランド貴族としてダウン県におけるクランボイ子爵(Viscount Claneboye, in the County of Down)に叙された。 
その息子である2代子爵ジェイムズ(1618-1659)は1647年6月7日にアーマー県におけるクランブラシル伯爵(Earl of Clanbrassil, in the County of Armagh)に昇叙したが、長男に先立たれていたため爵位は次男ヘンリーが相続した。 
しかし2代伯ヘンリー(1641-1675)には男子がなかったため、彼の死を以てすべての爵位は廃絶した。なお、2代伯の遺領は彼の義兄にあたる第3代ドロヘダ伯爵ヘンリー・ムーアが相続した。 

### 第2期
ダンドーク選挙区選出のアイルランド庶民院議員を務めたジェームズ・ハミルトン(1691-1758)は1719年5月3日にリメリック市子爵（Viscount of the City of Limerick)及びダウン県におけるクランボイ男爵（Baron Claneboye, in the County of Down）に叙された。 

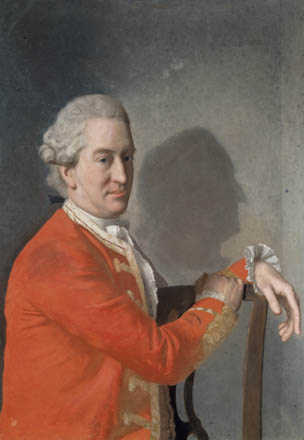
第2代クランブラシル伯爵(第2期)ジェイムズ・ハミルトン。ジャン=エティエンヌ・リオタード作。

彼はさらに、その最晩年にあたる1756年11月24日にアーマー県におけるクランブラシル伯爵(Earl of Clanbrassil, in the County of Armagh)に陛爵した。なお、上記3爵位はいずれもアイルランド貴族としての叙爵である。 
その後は長男である2代伯ジェイムズ(1730-1798)がその後を襲ったが、彼も嗣子無きにつき、すべての爵位は廃絶となった。    

## 一覧

### クランボイ子爵（1622）
- 初代クランボイ子爵ジェイムズ・ハミルトン（英語版） （?-1644）
- 第2代クランボイ子爵ジェイムズ・ハミルトン（英語版）(1618-1659) （1647年にクランブラシル伯爵位創設）

### クランブラシル伯爵（第1期;1647）
- 初代クランブラシル伯爵ジェイムズ・ハミルトン（英語版） （1618-1659） 
  - クランボイ子爵ジェイムズ・ハミルトン（1642-1658）
- 第2代クランブラシル伯爵ヘンリー・ハミルトン （1647–1675）

### クランブラシル伯爵（第2期;1756）
- 初代クランブラシル伯爵ジェイムズ・ハミルトン （1691頃-1758）
- 第2代クランブラシル伯爵ジェイムズ・ハミルトン（1730–1798）

### 註釈
1. ↑  3代ドロヘダ伯爵ヘンリーはこれを機会に、「ハミルトン」を姓に加えて「ハミルトン=ムーア」とした。
2. ↑  リメリック市子爵は通例、短縮されて「リメリック子爵」と言及される。